# Onthophagus katangensis
Onthophagus katangensis là một loài bọ cánh cứng trong họ Bọ hung (Scarabaeidae).